# Nicholas Boyle
Nicholas Boyle (* 18. Juni 1946 in London) ist ein britischer Germanist und Autor einer Goethe-Biographie.
Boyle wuchs in Malvern und Worcester auf. Er studierte Moderne Sprachen und speziell Germanistik an der Universität Cambridge (Magdalene College) und war dort seit 1968 Fellow, ab 1993 Reader und von 2000 an Professor für Deutsche Literatur und Geistesgeschichte (German Literature and Intellectual History). Von 2006 bis zu seiner Emeritierung war er Schröder Professor of German in Cambridge. 1996 bis 2001 stand er der Fakultät für Germanistik in Cambridge vor.
Zurzeit (2020) arbeitet er am dritten und voraussichtlich letzten Band seiner Goethe-Biographie; sie wurde international hochgelobt und gilt als Standardwerk. Die ersten beiden Bände erschienen 1991 und 2000.
2000 erhielt er die Goethe-Medaille des Goethe-Instituts. 2001 wurde er in die British Academy gewählt. 2009 erhielt er den Friedrich-Gundolf-Preis der Deutschen Akademie für Sprache und Dichtung. Er war Fellow des Wissenschaftskolleg in Berlin und Gastwissenschaftler in Göttingen und ist seit 2010 korrespondierendes Mitglied der Akademie der Wissenschaften zu Göttingen. 2017 erhielt er die Goldene Goethe-Medaille.
Er ist seit 1983 mit der Anwältin Rosemary Devlin verheiratet und hat vier Kinder.

## Schriften
- Goethe. Der Dichter in seiner Zeit, Band 1–2, C. H. Beck, München, 1995–1999, Taschenbuchausgabe Insel Verlag 2004 (englische Originalausgabe: Goethe, Band 1: The Poetry of Desire (1749–1790), Oxford University Press 1991, Band 2: Revolution and Renunciation (1790–1803), Oxford University Press 2000)
- mit John Guthrie (Hrsg.): Goethe and the English Speaking World. Boydell and Brewer 2002
- 2014 – How to Survive the Next World Crisis, Continuum Books, 2010
- Eine kleine deutsche Literaturgeschichte, C. H. Beck 2009, (englisches Original: German Literature: A Very Short Introduction, Oxford University Press, 2008)
- Sacred and Secular Scriptures: A Catholic Approach to Literature, University of Notre Dame Press, 2004 (Erasmus Lecture an der Notre-Dame-Universität 2002/2003)
- Who Are We Now? Christian Humanism and the Global Market from Hegel to Heaney, Continuum 2000
- Faust Part One, Cambridge: Cambridge University Press, 1986 (Einführung und Kommentar zu Faust)
- Herausgeber mit Martin Swales, Joseph Peter Stern Realism in European literature: essays in honour of J.P. Stern, Cambridge: Cambridge University Press, 1986